# El ascenso
El ascenso es una historieta de 1983 del autor de cómics español Francisco Ibáñez, perteneciente a su serie Mortadelo y Filemón. 

## Sinopsis
Tras un atentado por paquete bomba, la plaza de director general en la sucursal de la T.I.A. en Cincinnati ha quedado vacante. Para poder elegir al agente que cubrirá la plaza (al principio, ningún agente se apunta, pero todos cambian de opinión en cuanto se les indica que su sueldo se verá triplicado), la T.I.A. repartirá puntos por la realización de servicios, principalmente la captura de maleantes, y el agente que obtenga más puntos será el que consiga el ascenso al final.
Mortadelo y Filemón harán lo posible para conseguir ese ascenso, deteniendo a delincuentes cuyo valor en puntos es muy alto, y en muchas ocasiones se verán enfrentados con compañeros de trabajo como el Súper, Bacterio u Ofelia, pero en todas las ocasiones, de una manera u otra, es el agente Migájez el que consigue llevarse al delincuente y los puntos.
Al final, el día antes de que se escoja al vencedor, a Migájez le roban todos sus puntos. Tras un rato persiguiendo a Ofelia, creyendo que ella tiene los puntos, resulta que es Bacterio el que los robó, y Mortadelo y Filemón se los quitan a este. Sin embargo, al final no todo es tan de color de rosa como esperaban: su sueldo triplicado es de 900 dólares, y el apartamento en el que deben vivir cuesta 897 dólares, dejando a los dos agentes viviendo como indigentes en la ciudad de Cincinnati.